# Botnsdalur

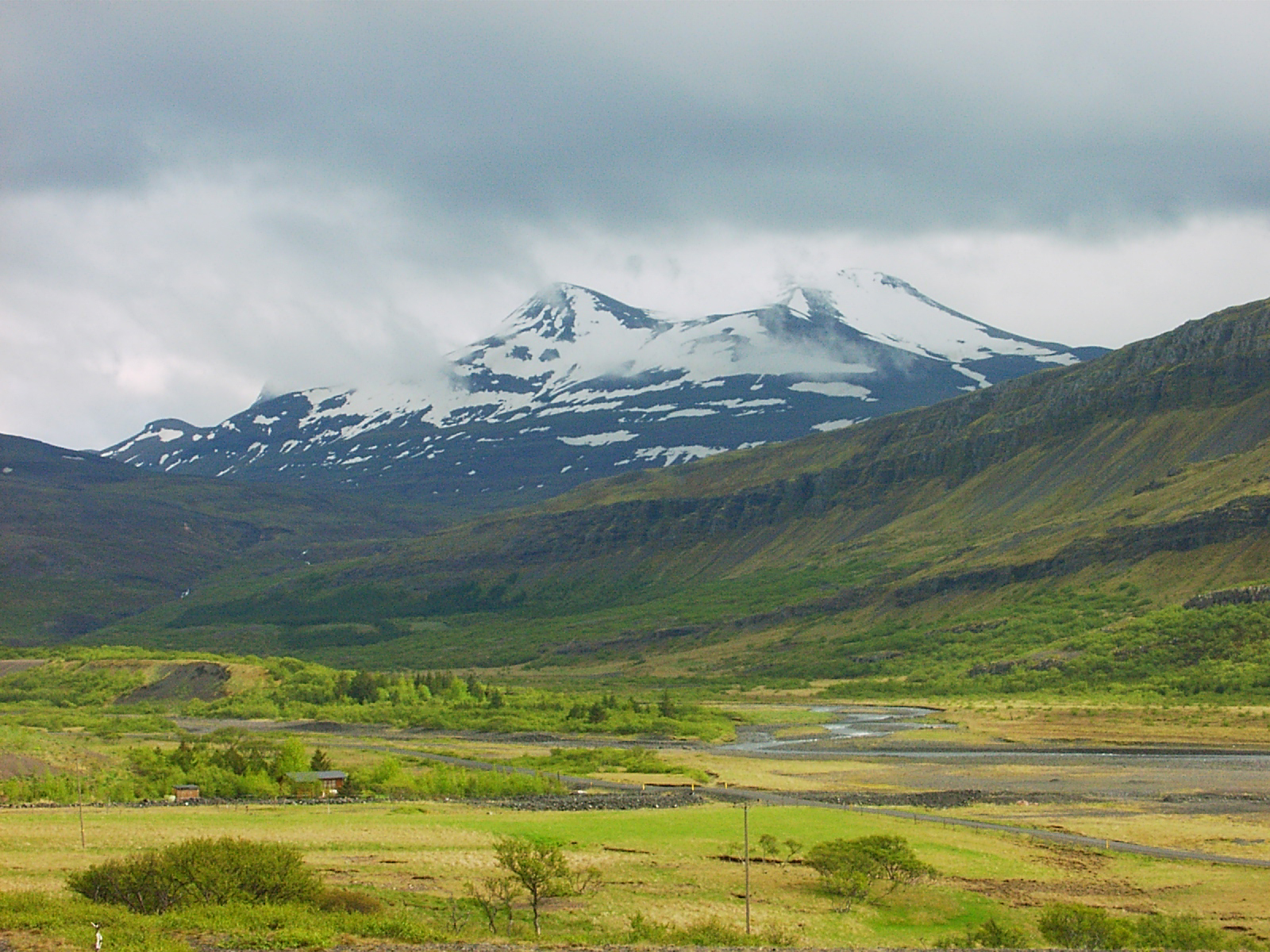
Utsikt in mot Botnsdal.

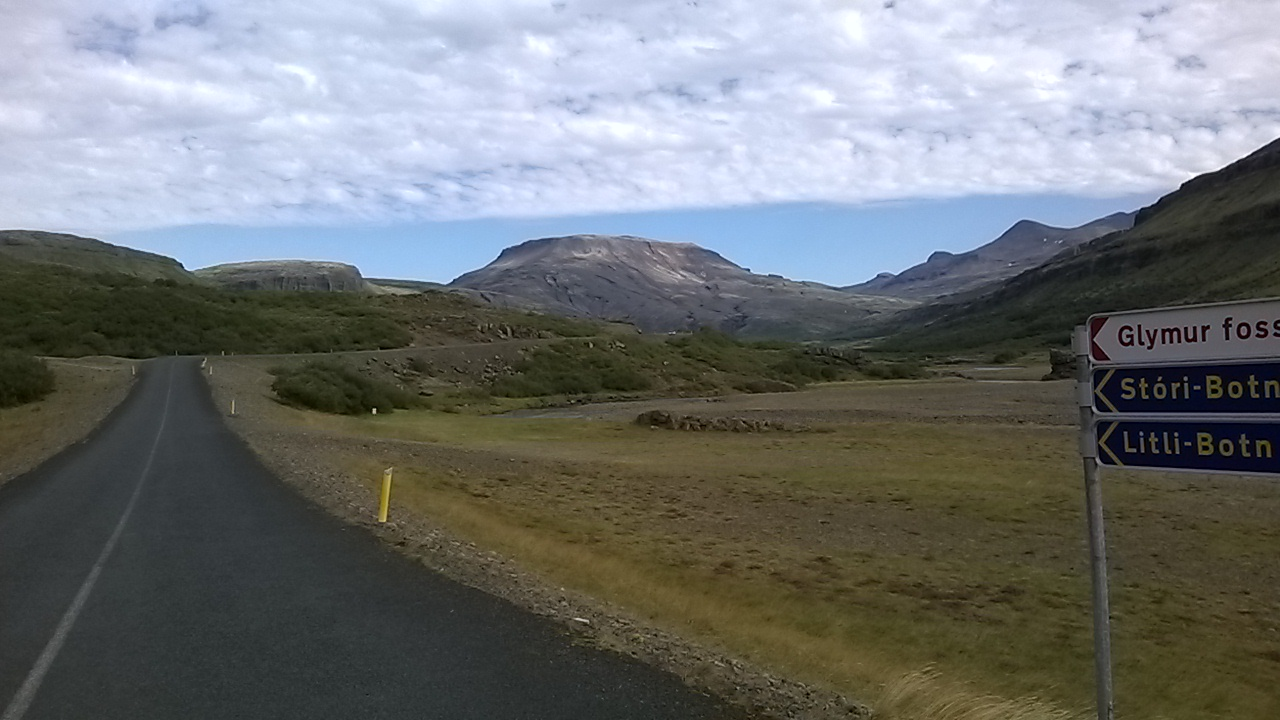
Utsikt in i Botnsdal, Hvalfell i mitten

Botnsdalur är en kort dal i republiken Island. Den ligger i regionen Västlandet, i den västra delen av landet. Genom dalen rinner ån Botnsá. I ån finns Islands näst högsta Vattenfall, Glymur, som är 198 meter högt. Vid Botn rinner Botnsá genom Hvalvatn, en av landets djupaste sjöar, med ett djup av 160 meter. Botnsdalur mynnar i Hvalfjörður.
Den första invånaren i Botn hette Ávangr. Han var från Irland. Han var den förste att bygga i Botn. Där fanns det en så stor skog att han kunde bygga ett skepp.
| ”             | Maðr hét Ávangr, írskur at kyni. Hann byggði fyrst í Botni. Þar var þá svá stórr skógr, at hann gerði þar af hafskip ok hlóð þar, sem nú heitir Hlaðhamarr. | „ |
| – Landnámabók | |   |